# Sarah Luebbert
Sarah Luebbert (Jefferson City, Missouri, 16 de diciembre de 1997) es una futbolista estadounidense que juega como delantera y actualmente milita en el Club América de la Liga MX Femenil de México.

## Carrera universitaria
Luebbert jugó fútbol universitario con el equipo de fútbol femenino Missouri Tigers de 2016 a 2019, participó en 76 partidos y anotó 29 goles, además de ganar múltiples elogios durante sus tres años con el equipo.

## Carrera en el club
Antes de su carrera profesional, Luebbert tuvo un breve período con el equipo WPSL Fire & Ice Soccer Club en 2018.

### Chicago Red Stars (2020-2021)
En 2019, se registró en el draft de la NWSL 2020 , pero no fue seleccionada por ningún club. Firmó su primer contrato profesional con el club Chicago Red Stars de la NWSL en junio de 2020, luego de ser invitada por el club a un campo de entrenamiento antes de la Copa Desafío de la NWSL 2020. Hizo su debut profesional con los Red Stars en la Challenge Cup 2020 en un partido contra Portland Thorns el 1 de julio de 2020.

### 2021-2022: Préstamo al Club América y Regreso a Chicago Red Stars
Chicago Red Stars anunció el 30 de agosto de 2021 que Luebbert sería cedida por el resto de 2021 al Club América de la Liga MX Femenil para que pudiera tener más tiempo de juego. Luebbert debutó con el América el mismo día que se anunció su cesión, en un partido ante el Necaxa por la jornada 7 del Apertura 2021. Al momento de su llegada al América, Luebbert era apenas la segunda extranjera en jugar en el equipo.
Aunque pasó la mayor parte de la fase regular del torneo Apertura 2021 lesionada, se convirtió en una jugadora importante para el equipo durante la liguilla, anotando goles contra Chivas en cuartos de final y contra Tigres en semifinales.
Con el préstamo de Luebbert finalizando a fines de 2021, América anunció el 1 de enero de 2021 que se quedaría con el equipo para el torneo Clausura 2022 luego de negociar con éxito la extensión de su préstamo con Chicago Red Stars. Durante el Clausura 2022, Luebbert se convirtió en titular habitual del América en el ataque, anotando seis goles en 16 partidos.
Regresó a Chicago Red Stars para jugar la temporada 2022 de la NWSL luego de que América quedara eliminado en los cuartos de final de la liguilla del Clausura 2022. Participó en 16 partidos y anotó un gol durante su campaña de regreso con las Estrellas Rojas.

### Club América (2023-presente)
El 15 de diciembre de 2022, Chicago Red Stars anunció que Luebbert sería transferida permanentemente al Club América a cambio de una tarifa de transferencia acordada.

## Palmarés

### Títulos nacionales
| Título           | Club         | País   | Año      |
| ---------------- | ------------ | ------ | -------- |
| Primera División | Club América | México | Cl. 2023 |

## Estadísticas
| Club                             | Div.          | Temporada     | Liga  | Liga  | Liga   | Liguilla / Play Off | Liguilla / Play Off | Liguilla / Play Off | Copas nacionales | Copas nacionales | Copas nacionales | Copas internacionales | Copas internacionales | Copas internacionales | Total | Total | Total  | Media goleadora |
| Club                             | Div.          | Temporada     | Part. | Goles | Asist. | Part.               | Goles               | Asist.              | Part.            | Goles            | Asist.           | Part.                 | Goles                 | Asist.                | Part. | Goles | Asist. | Media goleadora |
| -------------------------------- | ------------- | ------------- | ----- | ----- | ------ | ------------------- | ------------------- | ------------------- | ---------------- | ---------------- | ---------------- | --------------------- | --------------------- | --------------------- | ----- | ----- | ------ | --------------- |
| Chicago Red Stars Estados Unidos | NWSL          | 2020          | 4     | 1     | 2      | -                   | -                   | -                   | 1                | 0                | 0                | -                     | -                     | -                     | 5     | 1     | 2      | 0,20            |
| Chicago Red Stars Estados Unidos | NWSL          | 2021          | 5     | 0     | 0      | -                   | -                   | -                   | 3                | 0                | 0                | -                     | -                     | -                     | 8     | 0     | 0      | 0,00            |
| Chicago Red Stars Estados Unidos | NWSL          | 2022          | 15    | 1     | 1      | -                   | -                   | -                   | -                | -                | -                | -                     | -                     | -                     | 15    | 1     | 1      | 0,07            |
| Chicago Red Stars Estados Unidos | Total club    | Total club    | 24    | 2     | 3      | -                   | -                   | -                   | 4                | 0                | 0                | -                     | -                     | -                     | 28    | 2     | 3      | 0,07            |
| Club América México              | 1.ª           | A-2021        | 5     | 1     | ?      | 4                   | 2                   | ?                   | -                | -                | -                | -                     | -                     | -                     |       |       |        |                 |
| Club América México              | 1.ª           | C-2022        | 16    | 6     | ?      | 2                   | 0                   | ?                   | -                | -                | -                | -                     | -                     | -                     |       |       |        |                 |
| Club América México              | 1.ª           | C-2023        | 9     | 3     | ?      | 4                   | 0                   | ?                   | 2                | 0                | 0                | -                     | -                     | -                     |       |       |        |                 |
| Club América México              | 1.ª           | A-2023        | 13    | 5     | ?      | 6                   | 0                   | ?                   | -                | -                | -                | -                     | -                     | -                     |       |       |        |                 |
| Club América México              | 1.ª           | C-2024        | 17    | 6     | ?      | 4                   | 5                   | ?                   | -                | -                | -                | -                     | -                     | -                     |       |       |        |                 |
| Club América México              | 1.ª           | A-2024        | 15    | 10    | ?      | 1                   | 1                   | ?                   | -                | -                | -                | 6                     | 3                     | 2                     |       |       |        |                 |
| Club América México              | Total club    | Total club    | 75    | 31    | ?      | 21                  | 8                   | ?                   | 2                | 0                | 0                | 4                     | 3                     | 2                     |       |       |        |                 |
| Total carrera                    | Total carrera | Total carrera | 99    | 33    | 3+     | 21                  | 8                   | ?                   | 6                | 0                | 0                | 4                     | 3                     | 2                     |       |       |        |                 |
|                                  |               |               |       |       |        |                     |                     |                     |                  |                  |                  |                       |                       |                       |       |       |        |                 |